# Carbonato de lantano
El carbonato de lantano es la sal formada por el catión de lantano (III) y el anión de carbonato. Es usado como una fuente de lantano para la producción de estado sólido del manganato de estroncio de lantano, primariamente para aplicaciones en celdas de combustible de óxido sólido. También es usado para el teñido de vidrio y para el tratamiento del agua, o como un catalizador para el craqueo de hidrocarburo. Adicionalmente, junto con la monazita, es un mineral del metal de lantano.
En medicina, el carbonato de lantano es un medicamento de acción quelante conocido como quelante de fosfato, vendido bajo el nombre comercial de Fosrenol por la compañía farmacéutica Shire Pharmaceuticals Group. Se prescribe para el tratamiento de la hiperfosfatemia, primariamente para pacientes con insuficiencia renal crónica. Se toma con las comidas y se enlaza con el fosfato de la dieta, evitando que el fosfato sea absorbido por el intestino.